# 82. Międzynarodowy Festiwal Filmowy w Wenecji
82. Międzynarodowy Festiwal Filmowy w Wenecji odbędzie się w dniach 27 sierpnia – 6 września 2025 roku. Jury pod przewodnictwem amerykańskiego reżysera Alexandra Payne’a przyzna m.in. nagrodę główną festiwalu, Złotego Lwa.
Honorowego Złotego Lwa za całokształt twórczości odbierze niemiecki reżyser Werner Herzog.